# Microcanthus strigatus
Microcanthus strigatus is een straalvinnige vissensoort uit de familie van loodsbaarzen (Kyphosidae). De wetenschappelijke naam van de soort is voor het eerst geldig gepubliceerd in 1831 door Cuvier.

## Leefomgeving
Deze vissoort komt voor in grote scholen rond koraalriffen in Australië.